# ناحیه میردیته
میردیته، نام یکی از استان‌های سی‌وشش‌گانه کشور آلبانی است. مرکز این استان شهر رشن است.